# NGC 641
NGC 641 في الفهرس العام الجديد، هي مجرة، تقع في كوكبة العنقاء. اكتشفت في 5 سبتمبر 1834 بواسطة جون هيرشل.

## روابط خارجية
- NGC 641 على موقع ويكي سكاي: DSS2, SDSS, GALEX, IRAS, Hydrogen α, X-Ray, Astrophoto, Sky Map, Articles and images